# Няріс
Вілія (біл. Вілія, лит. Neris, пол. Wilia) — річка в Білорусі і Литві, права притока Німану (Нёману, Нямунасу).
Загальна довжина річки 510 км, більша частка на тер. Білорусі, 228,0 км територією Литви. Басейн охоплює 24 942,3 км², із них у Литві 13 849,6 км² (56 %).

## Вілія в Білорусі
На річці розташовані міста Вілейка, Сморгонь.
Вище Вілейки розташовано Вілейське водосховище, що постачає водою Мінськ (Вілейсько-Мінська водна система) і забезпечує напором малу Вілейську ГЕС.

### Притоки
- Праві: Сервач, Нароч, Страча.
- Ліві: Двіноса, Ілія, Вуша (Уша), Ошмянка.

## Няріс у Литві
У Литві Няріс — друга по довжині річка. Уздовж берегів збереглися місця язичницьких похоронних обрядів, кургани, священні камені і гаї.
З'єднує дві древні столиці Литви — Каунас та Вільнюс.
На річці розташовані міста Немянчине, Вільнюс, Грігішкес, Йонава, Каунас.

### Найбільші притоки
- Праві: Жеймяна (лит. Žeimena), Мусе (лит. Musė), Швентої (лит. Sventoji)
- Ліві: Воке (лит. Vokė, впадає нижче Вільнюса), Вільня, або Вільняле (лит. Vilnia, Vilnelė, впадає в місті Вільнюс), Сайде (лит. Saidė)

## Галерея

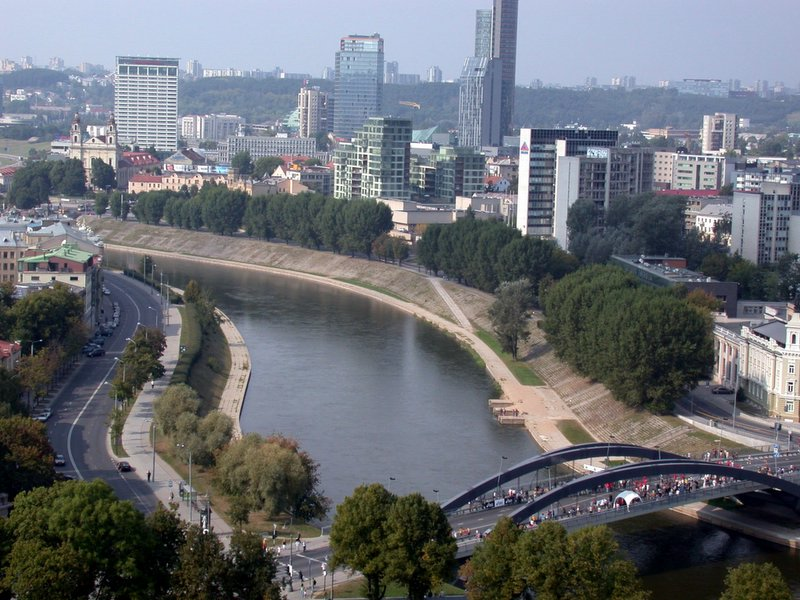
Няріс у Вільнюсі
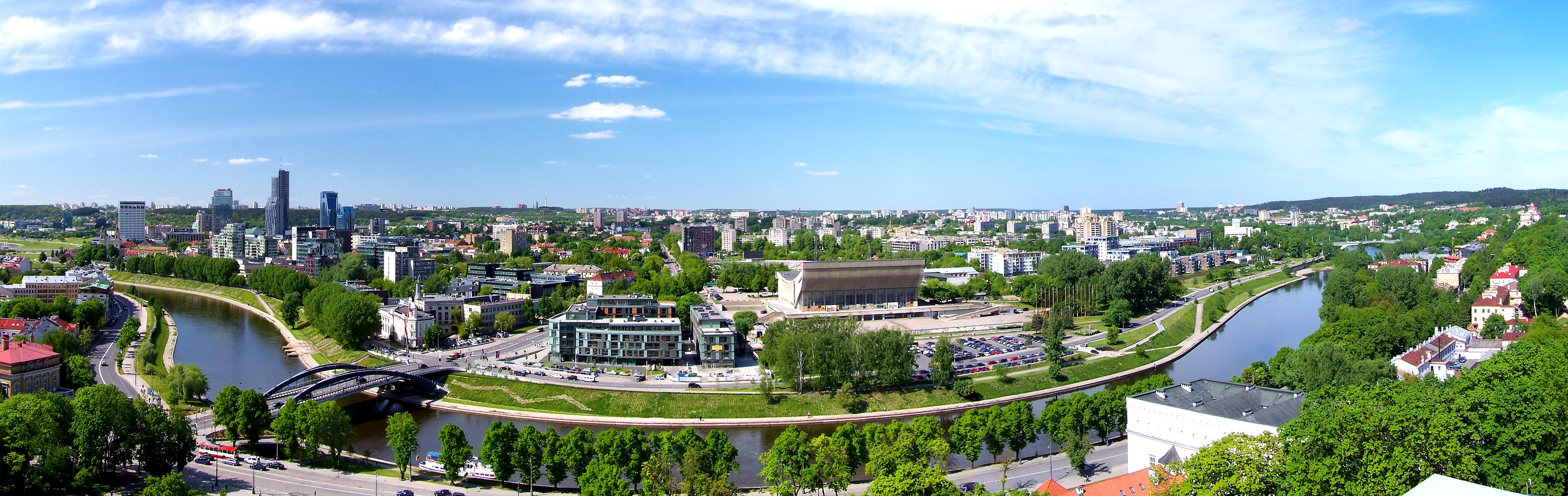
Панорама Вільнюса з башти Гедиміна
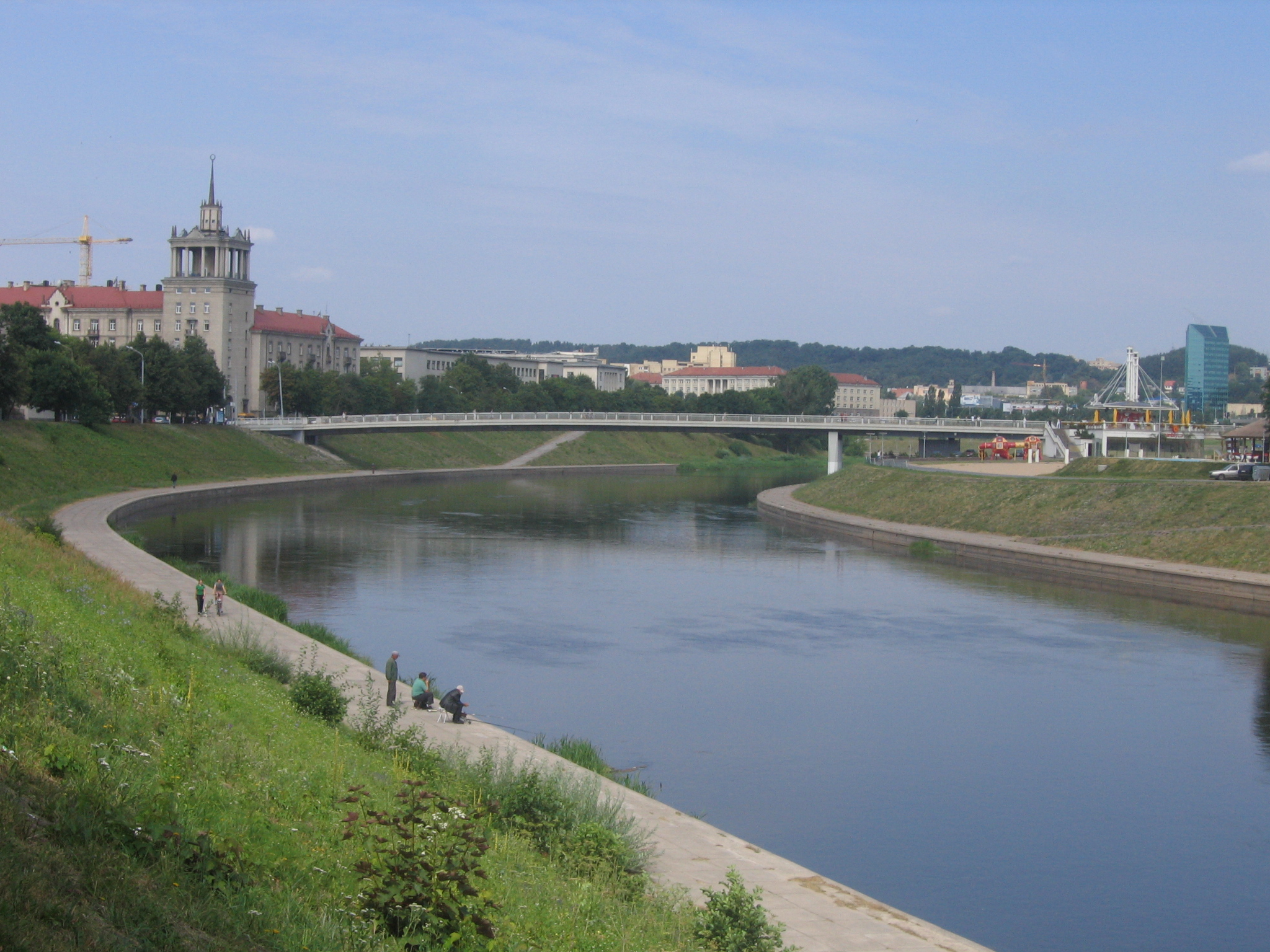
Няріс у Вільнюсі